# The Very Thought of You
The Very Thought of You (in inglese: Il solo pensiero di te) è una canzone composta da Ray Noble e pubblicata nel 1934 dallo stesso autore con la sua orchestra e la voce di Al Bowlly. Lo stesso anno fu incisa da Bing Crosby. Divenne subito uno standard jazz.
Negli anni '40 il brano riscosse un ottimo successo nella versione di Vaughn Monroe; nel 1946 l'incisione di Luis Russell raggiunse il terzo posto nella classifica dei dischi più suonati nei Juke Box.

## Nel cinema
Una versione strumentale fu eseguita nel Rick's Café Américain nel film Casablanca, nella scena in cui Sascha (Leonid Kinskey) bacia sulla guancia Rick Blaine (Humphrey Bogart) prima dell'ingresso nel locale di Ilsa Lund Laszlo (Ingrid Bergman) e  Victor Laszlo (John Loder).
Doris Day cantò il brano nel film del 1950 Chimere (Young Man with a Horn), la cui trama era imperniata sui primi anni della carriera del trobettista jazz Bix Beiderbecke.